# Tram van Djakarta
De Tram van Batavia, sinds 1942 Tram van Djakarta, was een trambedrijf in Batavia in Nederlands-Indië. Er waren oorspronkelijk twee bedrijven die in 1930 fuseerden en de laatste trams reden in 1962. 

## Bataviasche Tramweg Maatschappij

Vroege tram in Batavia van de Bataviasche Tramweg Maatschappij

De Bataviasche Tramweg Maatschappij was een particulier trambedrijf in Batavia in Nederlands-Indië. Het bedrijf werd opgericht in 1869 en exploiteerde een paardentram die de oude binnenstad van Batavia verbond met Weltevreden. De tram getrokken door meerdere paarden bood plaats aan maximaal 40 passagiers. In april 1869 waren naar schatting 1.500 passagiers vervoerd, in 1869 opgelopen tot   7.000. Als gevolg van operationele problemen met paardentrams die de BTM ondervond, werd de operatie in 1880 tijdelijk uitgevoerd door de firma Dummler & Co. 

## Nederlands-Indische Tramweg Maatschappij

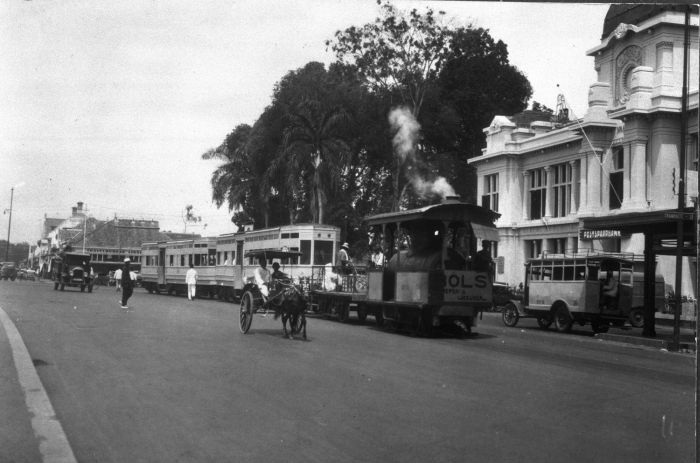
Stoomtram bij Molenvliet ca. 1925

Twee jaar later, op 19 september 1881, veranderde de Bataviasche Tramweg Maatschappij officieel haar naam in Nederlands-Indische Tramweg Maatschappij (NITM) en nam de exploitatie weer over van Dümmler & Co. 
De paardentram werd vervangen door een stoomtram langs de route:  Kampong Melajoe via Meester Cornelis, Kramat, Waterlooplein (het tegenwoordige Lapangan Banteng) en Harmonie naar Station Batavia en de Amsterdamse Poort.

## Batavia Electrische Tram-Maatschappij
Met vier maanden voorsprong op de Nederlandse tramlijn Haarlem-Zandvoort van de ENET werd op 9 april 1899 de eerste door een bovenleiding gevoede tram in het hele Koninkrijk der Nederlanden geopend van Menteng (dierentuin) naar Harmonie. Nog dezelfde maand volgde een verlenging naar de Sipajersweg bij Pasar Senen, in 1900 een verdere verlenging naar de oude stad van Batavia en het station en tot slot in 1907 naar de Amsterdamse Poort. De stoomtram was een geduchte concurrent die ook van Harmonie naar Station Batavia reed, maar via een andere (flink kortere) route.

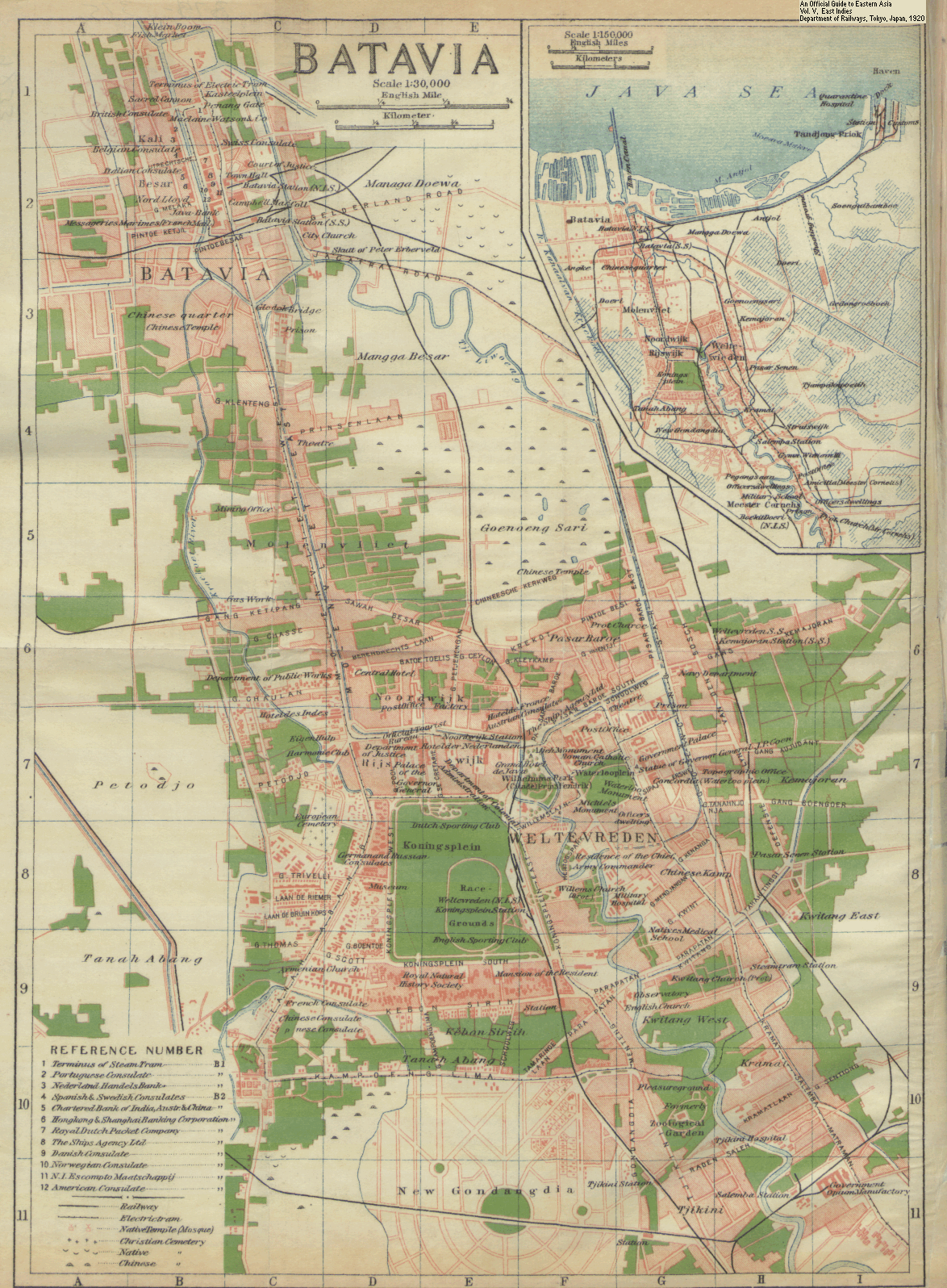
Batavia 1920

In 1912 werd een tweede elektrische tramlijn ingesteld van Menteng (Dierentuin) via het Koningsplein naar Harmonie. Daarna volgde nog een drietal lijnen en kregen de tramlijnen een lijnnummer. In 1913 was het net als volgt:
- Lijn 1: Amsterdamse Poort - Batavia (Voorrij Zuid) - Goenoeng Saharie - Menteng (dierentuin)
- Lijn 2: Harmonie - Koningsplein - Harmonie
- Lijn 3: Vrijmetselaarsweg - Waterlooplein - Menteng (dierentuin)
- Lijn 4: Harmonie - Pasar Tanah Abang - Menteng (dierentuin)
- Lijn 5: Harmonie - Willemslaan - Vrijmetselaarsweg

Ondanks kritiek op de lijnvoering bleef deze tot 1932 vrijwel onveranderd.

## Bataviasche Verkeersmaatschappij
In 1924 plaatsten NITM en BETM een gezamenlijke advertentie in de krant voor een gezamenlijk plaatskaartensysteem. In 1928 begonnen de onderhandelingen tussen NITM en BETM om tot een fusie te komen. Deze kwam in 1930 tot stand als de Bataviasche Verkeersmaatschappij (BVM). Daarna werden ook autobusdiensten geïntroduceerd. 
In de jaren daarna kwamen enkele uitbreidingen en wijzigingen tot stand en met de elektrificatie van de stoomtram in februari 1934 kwam na bijna 51 jaar een einde aan de stoomtram in Batavia. Het traject werd opgenomen in het net van de elektrische tram dat daarmee zijn grootste omvang van 41 kilometer bereikte. Het bestond uit de lijnen: 
- Lijn 1: Amsterdamse Poort - Kampong Melajoe
- Lijn 2: Amsterdamse Poort - Menteng
- Lijn 3: Djembatan  Lima - Pasar Senen
- Lijn 4: Harmonie - Pasar Senen
- Lijn 5: Asemka - Pintoe Besi

Nog datzelfde jaar werd een eerste lijngedeelte van Batavia naar Pintoe Besi opgeheven.

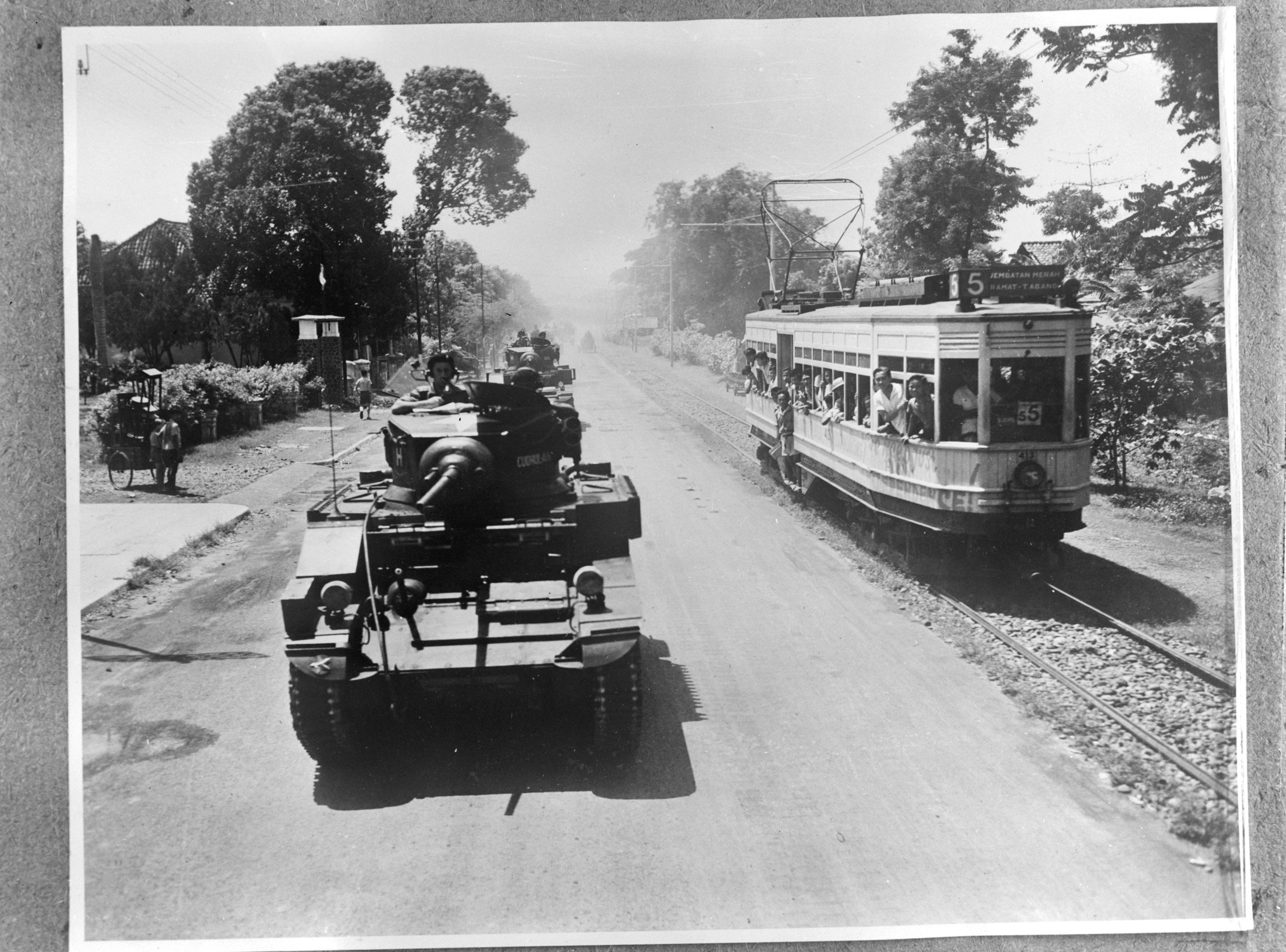
Intocht Britse troepen 1945

Het bedrijf werd in 1942 met de komst van de Japanners hernoemd tot Jakaruta Shiden. Na de Japanse capitulatie in 1945 ging de tram verder als Tram Djakarta Kota, maar het werd na de eerste politionele actie tijdens de Indonesische Onafhankelijkheidsoorlog weer tot BVM hernoemd.

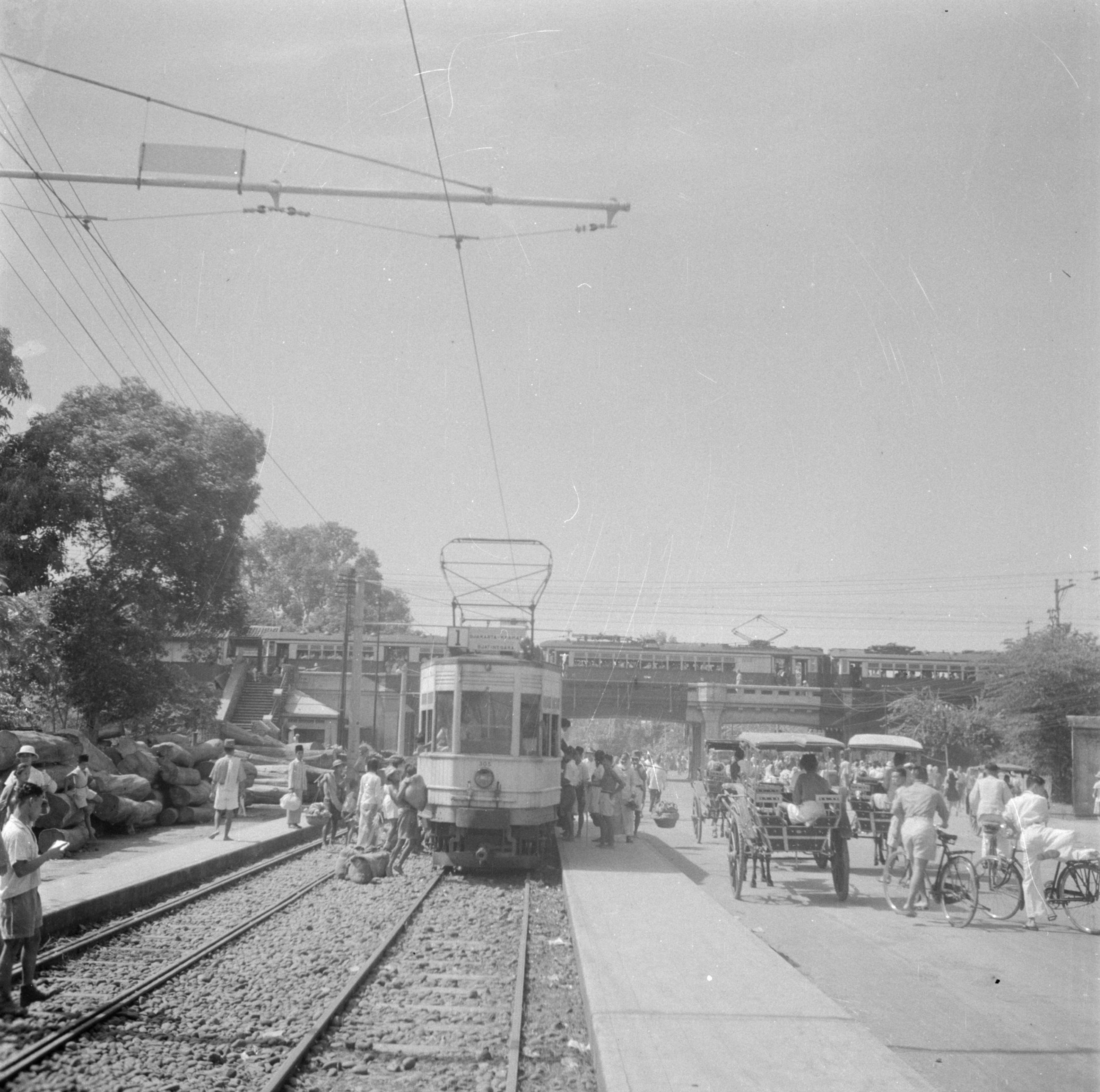
Motorwagen 303 op lijn 1 in 1946, op het viaduct een spoorlijn

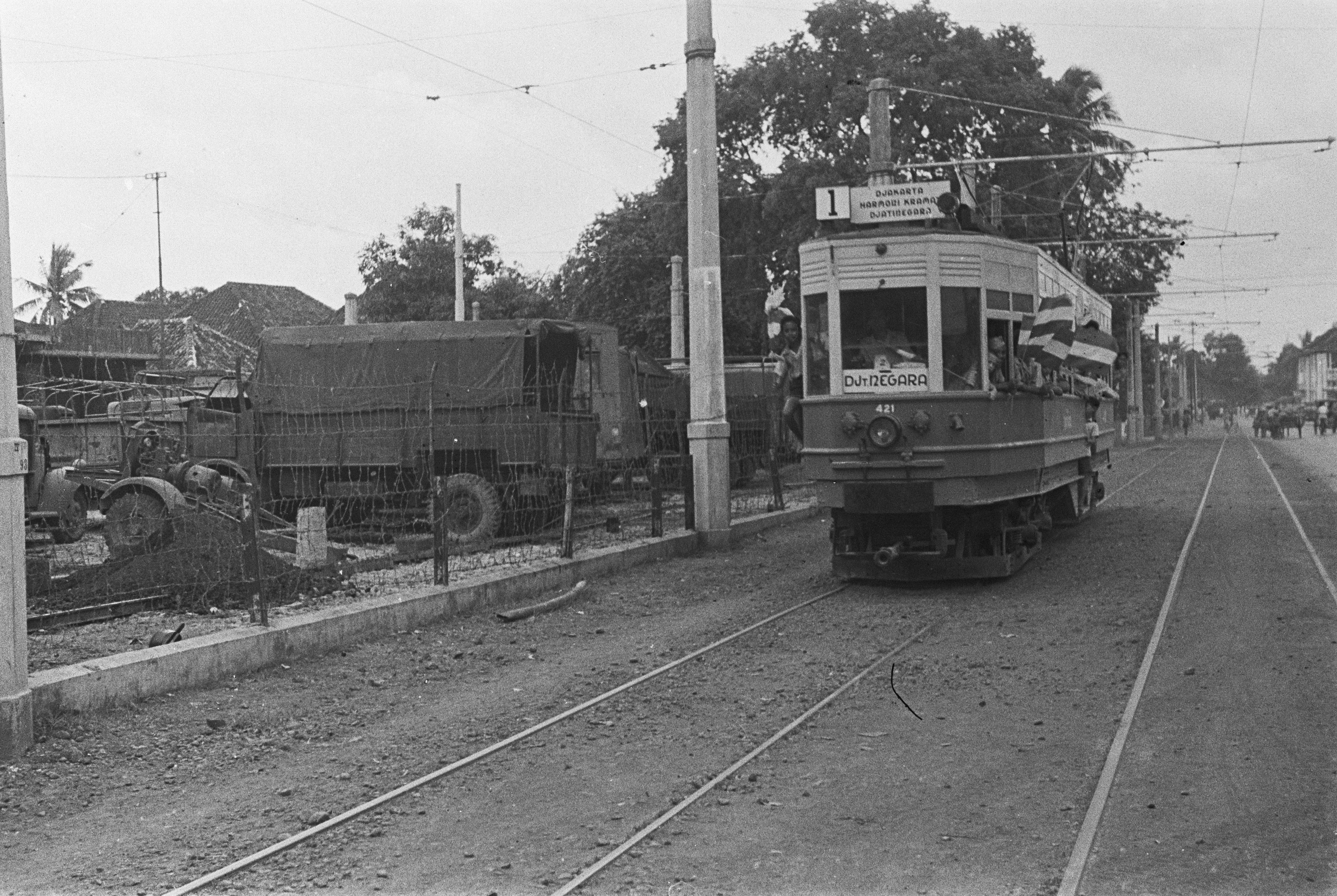
Motorwagen 421 op lijn 1 in 1947

In 1947 had het bedrijf de beschikking over 32 uit Europa afkomstige tramwagens. Door oorlogsschade was er op twee plekken geen doorgaand tramverkeer meer mogelijk. Lijn 5 werd naar de industriewijk Djembatan Merah verlengd en er werd een korte pendellijn 6 ingesteld tussen Asemka en Djembatan Lima. 
In september 1953 werden de lijnen 2, 3 en 6 opgeheven en het traject naar de industriewijk van lijn 5.

## Pengangkutan Penumpang Djakarta
In 1954 werd de BVM genationaliseerd als Pengangkutan Penumpang Djakarta (PPD). In de jaren 1960-1962 werden uiteindelijk ook de lijnen 1, 4 en 5 opgeheven met als laatste het tramtraject van Kramat naar Djatinegara. Sindsdien rijden er naast spoorwegen alleen nog bussen.

## Hoogwaardig busvervoer
Sinds 2004 rijdt in Jakarta Hoogwaardig openbaar vervoer in de vorm van frequente buslijnen volledig op vrije busbaan met verhoogde perrons. 

## Metro en Light rail

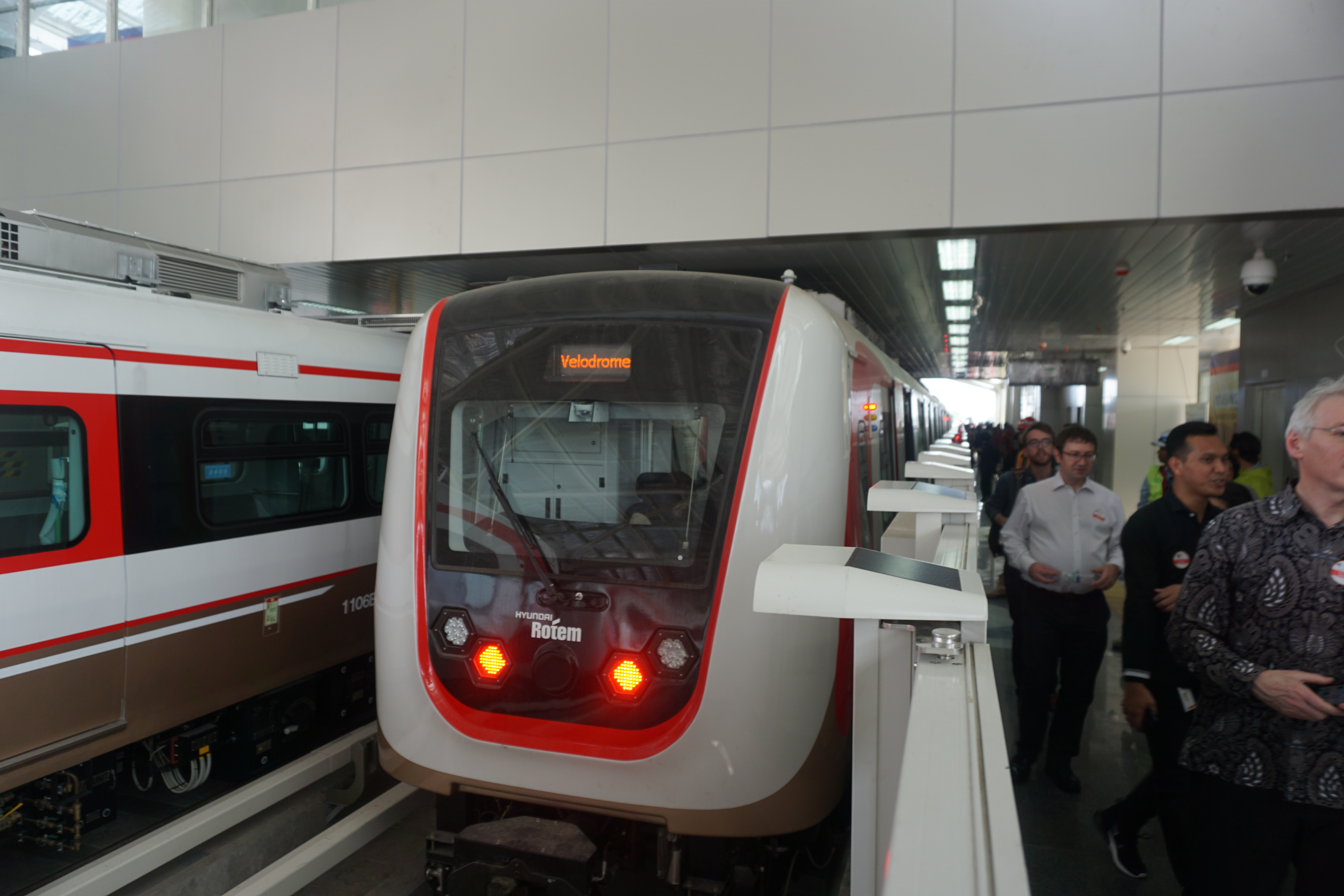
Lightrail bij proefrit in 2018

Op 24 maart 2019 opende het eerste gedeelte van de metro van Jakarta,  Jakarta MRT, tussen Bundaran HI en Lebak Bulus en verdere uitbreiding volgt. 
Op 1 december 2019 opende een Light rail tussen Velodrome en Pegangsaan  met zes stations en een lengte van 5,8 kilometer. Er werd begonnen met acht tweewagenstellen en uitbreiding volgt.